# Otto Roelen

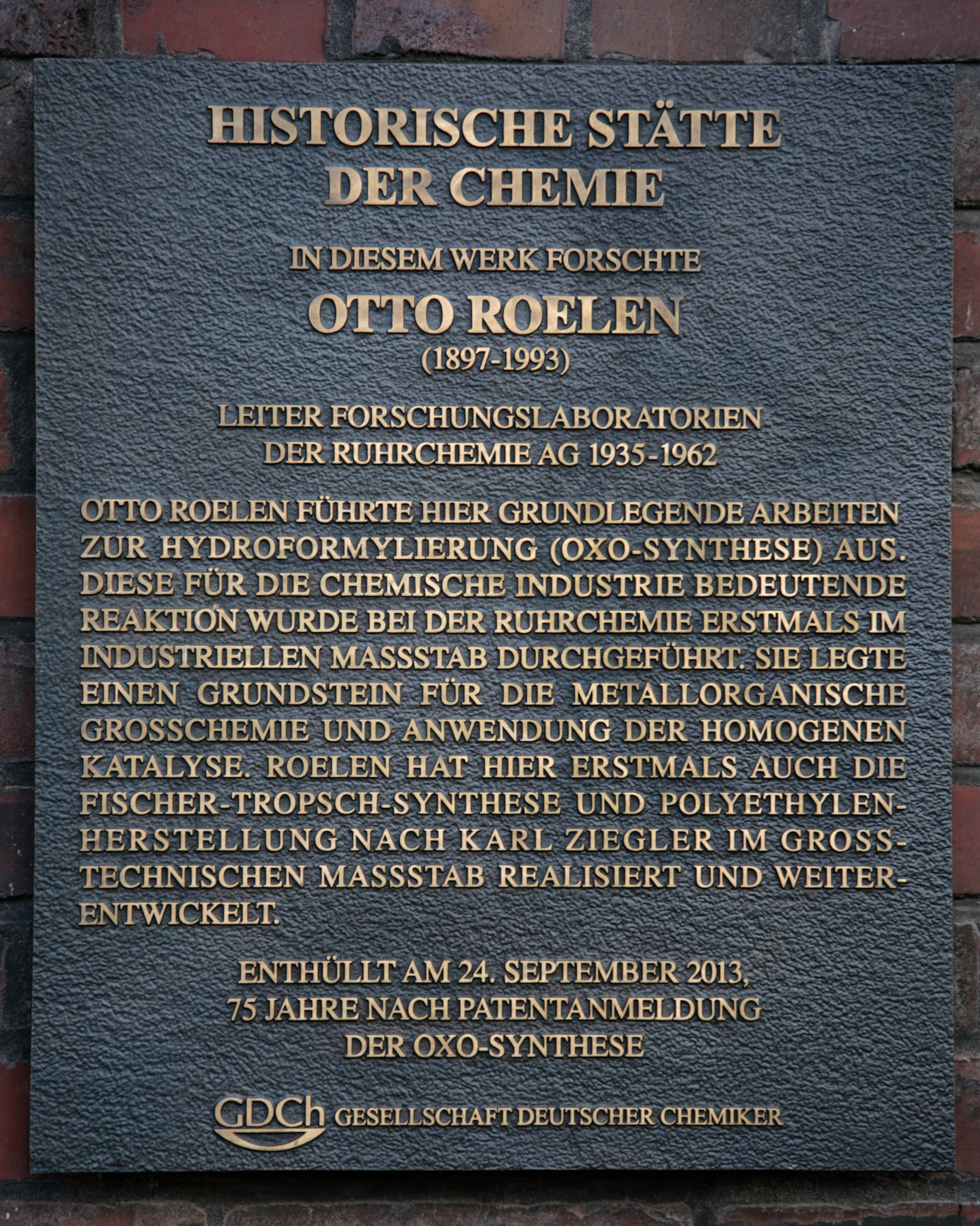
Gedenktafel anlässlich des 75. Jahrestages der Patentanmeldung für die Hydroformylierung am Oxea Werk Ruhrchemie.

Otto Roelen (* 22. März 1897 in Mülheim an der Ruhr; † 30. Januar 1993 in Bad Honnef) war ein deutscher Chemiker. Er war als Mitarbeiter von Franz Fischer und Hans Tropsch im Kaiser-Wilhelm-Institut für Kohlenforschung maßgeblich an der Entwicklung der Fischer-Tropsch-Synthese, einem Verfahren zur Erzeugung von Motorkraftstoffen aus Synthesegas, und ihrer technischen Umsetzung beteiligt. 
Bei seinen Untersuchungen der Fischer-Tropsch-Synthese entdeckte Roelen 1938 als Forschungsleiter der Ruhrchemie die Hydroformylierung, ein Verfahren nach dem heutzutage mehrere Millionen Tonnen Oxo-Produkte hergestellt werden. Otto Roelen gilt dadurch als der Wegbereiter der technischen metallorganischen Komplexkatalyse. In den Nachkriegsjahren überführte er die Herstellung von hochmolekularem Polyethylen nach dem Verfahren von Karl Ziegler in die chemische Technik. 

## Leben und Werk
Otto Roelen wurde im Jahr 1897 in Mülheim an der Ruhr geboren. Er besuchte das königliche Realgymnasium, wo er 1914 das Kriegs-Reifezeugnis erwarb. Nach einem anschließenden halbjährigen Praktikum in der Friedrich-Wilhelm-Hütte nahm er 1915 das Chemiestudium an der Technischen Hochschule München auf. Nach der Einberufung zum Militärdienst im Juni 1915 diente er in verschiedenen Positionen bis zum Ende des Krieges. Nach dem Kriegsende nahm er 1918 das Studium an der Technischen Hochschule Stuttgart auf, wo er 1922 sein Diplom erwarb.

### Kaiser-Wilhelm-Institut für Kohlenforschung
Nach einem weiteren Praktikum in der Stahlindustrie arbeitete er ab 1922 am Kaiser-Wilhelm-Institut für Kohlenforschung (KWI) in Mülheim an der Ruhr an seiner Promotion bei Franz Fischer. Da Fischer nach seinem Wechsel an das KWI nur noch Honorarprofessor in Berlin war, wurde Roelen im August 1923 an der TH Stuttgart als akademischer Schüler von William Küster promoviert. Nach Abschluss seiner experimentellen Arbeiten am KWI wechselte er an die Technische Hochschule Berlin-Charlottenburg als wissenschaftlicher Mitarbeiter von Hans Theodor Bucherer. Im folgenden Jahr wechselte er wieder an das KWI für Kohlenforschung in Mülheim, wo er Arbeiten zur Katalysatorentwicklung zur Fischer-Tropsch-Synthese aufnahm.

### Technische Entwicklung der Fischer-Tropsch-Synthese

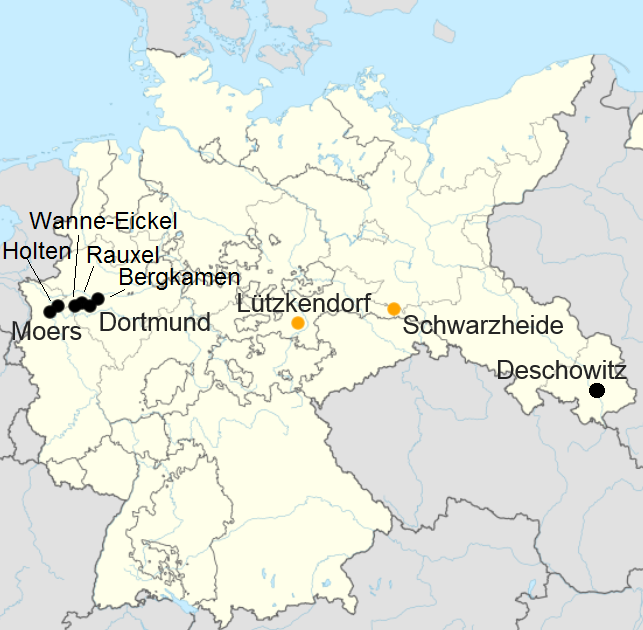
Standorte der Fischer-Tropsch-Anlagen im Deutschen Reich
Braunkohle, Steinkohle.

Im November 1934 wechselte Roelen zur Ruhrchemie, wo er die Leitung des Forschungslaboratoriums übernahm. Sein Nachfolger bei Franz Fischer wurde Helmut Pichler, der später das Mitteldruckverfahren der Fischer-Tropsch-Synthese entwickelte. Roelens legte seinen Forschungsschwerpunkt auf der Überführung der Fischer-Tropsch-Synthese in die chemische Technik. Dazu gehörte die Entwicklung eines Verfahrens zur Entschwefelung des Synthesegases, die Optimierung des Katalysators sowie die Entwicklung eines Verfahrens zur Regeneration der eingesetzten Katalysatoren. Da zu dieser Zeit noch keine Anlage nach dem Fischer-Tropsch-Verfahren arbeitete, gründete der Vorstandsvorsitzende der Ruhrchemie, Friedrich Martin, die Ruhrbenzin AG, um das unternehmerische Risiko auszugliedern. Das Unternehmen hatte sich verpflichtet, das Deutsche Reich mit nach dem Fischer-Tropsch-Verfahren hergestellten Benzin zu versorgen.
Im Zuge der Gründung der Braunkohle-Benzin AG (Brabag) erhielt die Ruhrchemie im Jahr 1934 vom Reichswirtschaftsministerium einen Garantievertrag, der den Bau von Fischer-Tropsch-Anlagen förderte und für die Forschung hohe Steuervergünstigungen versprach. Am 10. Februar 1935 wurde von der Brabag der Grundstein für das erste großindustrielle FT-Synthesewerk in Schwarzheide gelegt, dass gleichzeitig als Forschungseinrichtung diente. In der Folgezeit arbeitete Otto Roelen eng mit den Chemikern und Wissenschaftlern der Brabag zusammen.

### Hydroformylierung

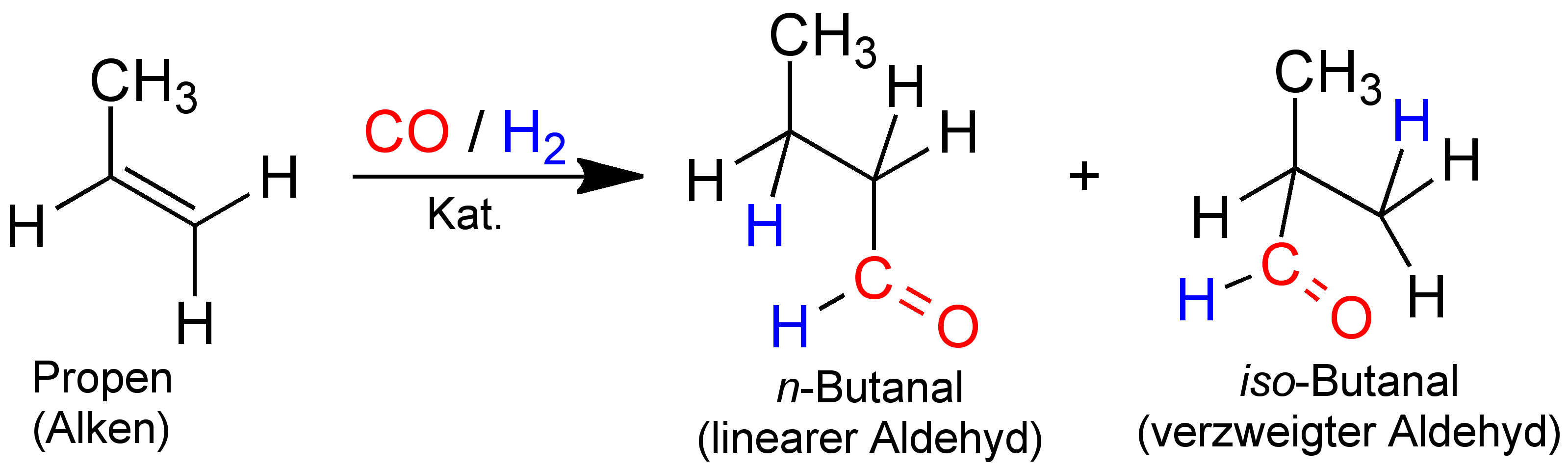
Hydroformylierung von Propen zu zwei isomeren Butanalen (aliphatische Aldehyde).

Bei Versuchen zur Wiedereinspeisung von Ethen in die Fischer-Tropsch-Synthese entdeckte Otto Roelen 1938 die homogen katalysierte Hydroformylierung zur technischen Synthese von Aldehyden aus Alkenen und Synthesegas. Aus dem eingespeisten Ethen entstand Propionaldehyd, dessen Bildung Roelen richtigerweise als eigenständige Reaktion erkannte. Im selben Jahr reichte er einen Patentantrag für die auch Oxosynthese genannte Reaktion ein. 
Nach ersten Versuchen zur Optimierung der Reaktion in Richtung der Aldehydbildung, die er im Juli 1938 begann, reichte Roelen bereits Ende desselben Jahres ein Patent für die Oxosynthese ein. Durch seine Versuche erkannte er Cobaltcarbonylhydrid als die aktive Katalysatorkomponente. Neben der Hydroformylierung von Ethen untersuchte er auch die Herstellung von Fettalkoholen aus den bei der Fischer-Tropsch-Synthese anfallenden Olefinen. Eine technische Anlage dafür wurde 1940 gebaut, aber nicht mehr in Betrieb genommen. Daneben begann Roelen 1941 mit der Entwicklung einer technischen Verfahrens zur Methanisierung von Kohlenstoffmonoxid.

### Nachkriegszeit
Nach der Beendigung des Krieges gehörte Otto Roelen zu den deutschen Wissenschaftlern, die von britischen Sondereinheiten in streng geheimen Aktionen oft unfreiwillig nach England verbracht wurden. Wie der Guardian 2007 in freigegebenen Akten herausfand, geschah das im Auftrag der britischen Regierung, „um das geistige Vermögen des besiegten Landes zu plündern, seine Wettbewerbsfähigkeit zu beeinträchtigen und um gleichzeitig britischen Unternehmen Vorteile zu verschaffen“.
Vom 5. November 1945 bis zum 12. August 1946 war Roelen in Wimbledon (London) interniert und intensiven Verhören durch britische sowie US-amerikanische Behörden ausgesetzt. In umfangreichen Dossiers musste er sein Wissen über den Forschungs- und Entwicklungsstand der Fischer-Tropsch-Synthese und der Hydroformylierung unter anderem dem Ministry of Fuel and Power (Britisches Energieministerium) preisgeben. Seine Angaben sind in zahlreichen so genannten Field Intelligence Agency Technical (FIAT) und British Intelligence Objectives Sub-Committee (BIOS)-Reporten zusammengefasst.
Roelen konnte nach seiner Rückkehr die Forschungsarbeit zunächst nicht fortsetzen, da die Alliierten ein Forschungsverbot für die Ruhrchemie erlassen hatten und dieses erst 1949 aufhoben. In diesem Jahr wurde Otto Roelen Direktionsassistent von August Hagemann und begann mit der Entwicklung eines technischen Verfahrens zur großtechnischen Herstellung von Polyethylen. Von 1955 bis zu seiner Pensionierung 1962 war Roelen Prokurist und Forschungsleiter der Ruhrchemie.

## Ehrungen
Otto Roelen erhielt für sein wissenschaftliches Werk viele Ehrungen und Auszeichnungen. So verlieh ihm die Deutsche Gesellschaft für Fettwissenschaft 1963 die Wilhelm-Normann-Medaille. Im gleichen Jahr verlieh ihm die Gesellschaft Deutscher Chemiker die Adolf-von-Baeyer-Denkmünze. Die RWTH Aachen verlieh ihm 1983 die Ehrendoktorwürde.
Zu seinen Ehren verleiht die DECHEMA jährlich die von Oxea gestiftete, nach ihm benannte Otto-Roelen-Medaille. Die Stadt Oberhausen benannte die Otto-Roelen-Straße nach ihm. Die Gesellschaft Deutscher Chemiker nahm seine Arbeitsstätte beim Werk Ruhrchemie in die Liste der Historischen Stätten der Chemie.